# Three nocturnes: Northern summer nights
Three nocturnes: Northern summer night is een compositie van Arthur Butterworth. Het zijn drie nocturnes, die refereren aan de lichtval in noordelijke landen en de bijbehorende avonden. De drie stukken grepen terug op een eerder werk van de componist: Lakeland summer nights voor piano solo. Laatstgenoemde werk geeft een indruk van avonden in het Lake District, de drie nocturnes houden het algemener. 
De drie nocturnes zijn:
1. Midsummer midnight (een gevoel van zonderondergang in Sutherland)
2. Rain (een druilerige regenavond op 9 augustus 1948; een orkestratie van Rain uit het eerdere werk)
3. The eerie silent forest in the stealthy darkness (sprookje, dennenwoud in Schotland).

De muziek past niet geheel in de traditie van de Britse klassieke muziek van de 20e eeuw, de muziek is romantisch, de componist schuwde modernismen.
Het werk was voor het eerst te horen tijdens een door BBC Radio 3 uitgezonden opname door het BBC Scottish Symphony Orchestra onder leiding van Maurice Miles op 24 juli 1959.   